# Customer Interaction Management
Per Customer Interaction Management (CIM) si intende la gestione dei contatti intercorsi fra aziende e clienti, sia a livello di customer care che nell'ambito delle vendite (teleselling) e della promozione di prodotti. A tal proposito possono essere utilizzati software aziendali dedicati alla gestione delle inteazioni fra l'azienda ed i suoi clienti, affiancandosi alla gestione tipica di un CRM.
Un'applicazione CIM è solitamente distribuita nei call center ed utilizzata dagli operatori nelle fasi di gestione del contatto. I sistemi di Customer Interaction Management più avanzati possono lavorare in modalità multicanale, cioè utilizzando una varietà di canali come voce, e-Mail, SMS, Live chat, Fax e Social media.